# Cassa di espansione Dosolo
Cassa di espansione Dosolo este o arie protejată (arie de protecție specială avifaunistică — SPA) din Italia întinsă pe o suprafață de 62 ha, integral pe uscat.

## Localizare
Centrul sitului Cassa di espansione Dosolo este situat la coordonatele 44°38′50″N 11°16′00″E / 44.647139°N 11.266732°E.

## Înființare
Situl Cassa di espansione Dosolo a fost declarat arie de protecție specială avifaunistică în octombrie 2006 pentru a proteja 27 de specii de animale.

## Biodiversitate
Situată în ecoregiunea continentală, aria protejată conține 4 habitate naturale: Galerii de Salix alba și de Populus alba, Pajiști uscate seminaturale și facies de acoperire cu tufișuri pe substraturi calcaroase (Festuco-Brometalia) (* situri importante pentru orhidee), Lacuri eutrofice naturale cu vegetație de tip Magnopotamion sau Hydrocharition, Ape stătătoare oligotrofe până la mezotrofe, cu vegetație de Littorelletea uniflorae și/sau de Isoëto-Nanojuncetea.
La baza desemnării sitului se află mai multe specii protejate:
- păsări (24): pescăruș albastru (Alcedo atthis), egretă mare (Ardea alba), stârc roșu (Ardea purpurea), bătăuș (Calidris pugnax), Cettia cetti,  prundaș gulerat mic (Charadrius dubius), erete de stuf (Circus aeruginosus), erete vânăt (Circus cyaneus), ciocănitoare pestriță mare (Dendrocopos major), egretă mică (Egretta garzetta), șoim călător (Falco peregrinus), becațină comună (Gallinago gallinago), piciorong (Himantopus himantopus), sfrâncioc roșiatic (Lanius collurio), gaia roșie (Milvus milvus), stârc de noapte (Nycticorax nycticorax), grangur (Oriolus oriolus), ciocănitoarea verde (Picus viridis), ploier auriu (Pluvialis apricaria), cresteț pestriț (Porzana porzana), corcodel mic (Tachybaptus ruficollis), fluierar de mlaștină (Tringa glareola), fluierar cu picioare verzi (Tringa nebularia), fluierarul de zăvoi (Tringa ochropus)
- amfibieni (1): Triturus carnifex
- nevertebrate (1): fluturele purpuriu (Lycaena dispar)
- reptile (1): țestoasa de baltă (Emys orbicularis)

Pe lângă speciile protejate, pe teritoriul sitului au mai fost identificate 2 specii de plante, 3 specii de amfibieni, 3 specii de mamifere, 2 specii de nevertebrate.